# 日咩坂鐘乳穴神社
日咩坂鐘乳穴神社（ひめさかかなちあなじんじゃ、日咩坂鍾乳穴神社、比賣坂鍾乳穴神社）は、岡山県新見市豊永赤馬にある神社。「大洞穴（おおほらあな）」と呼ばれる日咩坂鐘乳穴を御神体としている。

## 歴史
神仏分離まで、別当寺として当神社を管理していた真言宗三尾寺の縁起によると、神亀4年（727年）に行基がこの地を訪れて三尾寺を創建し、大同2年（802年）に弘法大師（空海）が中興した際に山門の鎮守として伊弉諾・伊弉冉の神を勧請し、本宮山頂に比賣坂鍾乳穴神社として祀ったとされる。
一説によるとそれよりも以前、天平勝宝2年（705年）、大洞穴の頂上の本宮というところに「秘坂大明神」が祀られており、一方で「三尾（みおう）たかん城」を「姫坂明神」としていたのを、このとき行基が合祀したものが「比賣坂鍾乳穴神社」ともされる。その後、更に55社の小社を合祀した。
伝承によるとその後、山頂から現在の社地へ遷座し、以後社名を「ヒメミヤ」と略称して日咩宮の文字を当てるようになったとされる。元禄14年（1691年）の三尾寺の「口上書」には「日咩坂大明神」、嘉永2年（1849年）再建の石鳥居の額には「日咩宮」、文化12年（1815年）建築の本殿の額には「日咩坂神社」とある。
本宮山頂に現在もある小祀は奥宮と呼ばれ、乳の神様として乳の出ない女性で信仰するものが多かったが、これは「乳」のつく社号と洞内の石筍が乳房に似ていることから起った信仰と言われる。
康保4年（967年）に施行された延喜式の神名帳には、備中の18社の中に、比賣坂鍾乳穴神社として記載されている（式内社）。
明治5年に村社となったが、その後、明治43年（1910年）に佐伏の村社八幡神社及び無格社32社を合祀、基本金の造成や社殿の増改築を進めて、昭和5年（1930年）には県社に昇格した。

## 祭神
前述のように当初は伊弉諾・伊弉冉の神を勧請して祀っており、明治7年の『式内二十二社明細帳』でもその旨が確認できるが、昭和27年（1952年）の神社明細書では祭神大己貴命、配祀誉田別命、素戔嗚尊、吉備津彦命、大玉命、倉稲魂命、保食命、大日霊命、櫛明玉命、豊玉彦命、瓊瓊杵命とあり、県社への昇格運動の際に祭神の変更があったと考えられている。

## 祭事
主要な祭は以下の三つであり、年間の祭の世話、供物の準備等をする2組の当番が3月3日（元は旧暦3月午日）に氏子の中から決められる。それぞれ悠紀（ゆき）当番または春当、主基（すき）当番または秋当という。当番に当るとそれぞれ屋敷内の清浄な場所に仮殿を造って御前大神（おんざきのおおかみ）を勧請する。古くは当番は屋根替や葬式への参列、堆肥など不浄なものの持ち運びを避けることもしていた。

### 秋季例祭
秋季例祭は、11月11日（元は旧暦9月29日）に催される。この際には真庭市下呰部（しもあざえ）の八幡神社と共に、同市上呰部の「アキノ宮」への神輿を奉じての御渡が行われ、これは日咩坂鐘乳穴が下呰部にある「諏訪の穴」に通じているという伝承との関連が考えられている。古くは他に真庭市阿口の阿口神社も御渡に加わっていた。この日は両社揃って祝詞を奏上し、神事が終るとそれぞれ氏子の村々を巡って還幸する。

### お田植え祭
お田植え祭は、由来は定かでないが約600年の伝統があるとされ、昭和53年（1978年）11月8日には、新見市の重要無形民俗文化財に指定された。
6月11日（元は旧暦9月午日）に拝殿前で行われる。本社での神事の後、境内（元は神楽殿）に注連縄を張り、そこを神田に見立てて行う。
まず悠紀当番と主基当番がそれぞれ獅子頭を牛に見立てて鋤をひかせ、苗代を作り、神主は舞を舞い、籾蒔きの所作をする。次に杉の葉を笛に見立てて苗採りの式を行い、再び獅子を使って代掻きをし、その後「お田植え」と称して杉の葉で田植えの所作をし、その葉を前後に控える氏子へ投げ与える。氏子は争ってこの葉を拾い、持ち帰って田畑に立て豊穣を祈る。

### お箆焼供進祭
お箆焼（おへらやき）供進祭は古い祭の形態を残しており、旧暦11月11日（元は旧暦霜月午日）に主基当番が、翌年旧暦1月11日（元は旧暦1月午日）に悠紀当番が行う。お箆焼は甘酒で練った米粉に干柿を割いて混ぜ込んだ生地を、牛鍬（うしんが）の鉄製の箆（長さ25センチ・幅15センチ）で焼いて作られる餅である。これは祭の前日に作られ、食べると邪障退散・病気平癒の霊験があると言われる。
例として、毎日新聞が取材に訪れた平成20年（2008年）には栩尾（とちお）地区の12戸がお箆焼作りを務め、米40キロ、甘酒25キロ、干柿240個を使用した。作られた餅は慣例通り、翌日に同神社に供えてお祓いを受け、約300軒の氏子宅に配られている。

## 境内画像
本殿は文化12年（1815年）の建立で、備中地方に多く見られる様式の唐破風向拝付き入母屋造り、檜皮葺（近年に銅板で葺き替え）である。拝殿は昭和61年（1986年）に鉄筋コンクリート造りのものに改築された。神楽殿は宝永4年（1707年）の建築である。
随身門は文化14年（1817年）の建築であり、参道の石造の鳥居は嘉永2年（1849年）に再建された二代目のものである。
- 鳥居
- 随身門
- 神楽殿
- 神楽殿（別角度）
- 拝殿
- 社殿全体
- 本殿部分
- 境内社